# Jennifer Ulrich
Jennifer Ulrich, född den 18 oktober 1984 i Berlin, är en tysk skådespelare. Hon har bland annat spelat karaktären Karo i filmen Die Welle från 2008, vampyren Charlotte i Wir sind die Nacht från 2010 och Katrin i Rum 205 - Zimmer der Angst.